# Рихнови (Вармінсько-Мазурське воєводство)
Рихнови (пол. Rychnowy, нім. Rückenau) — село в Польщі, у гміні Мілеєво Ельблонзького повіту Вармінсько-Мазурського воєводства.
Населення — 81 особа (2011).
У 1975-1998 роках село належало до Ельблонзького воєводства.

## Демографія
Демографічна структура станом на 31 березня 2011 року:
|          | Загалом | Допрацездатний вік | Працездатний вік | Постпрацездатний вік |
| -------- | ------- | ------------------ | ---------------- | -------------------- |
| Чоловіки | 44      | 6                  | 27               | 11                   |
| Жінки    | 37      | 8                  | 15               | 14                   |
| Разом    | 81      | 14                 | 42               | 25                   |